# 林德拉爾敘爾茨河

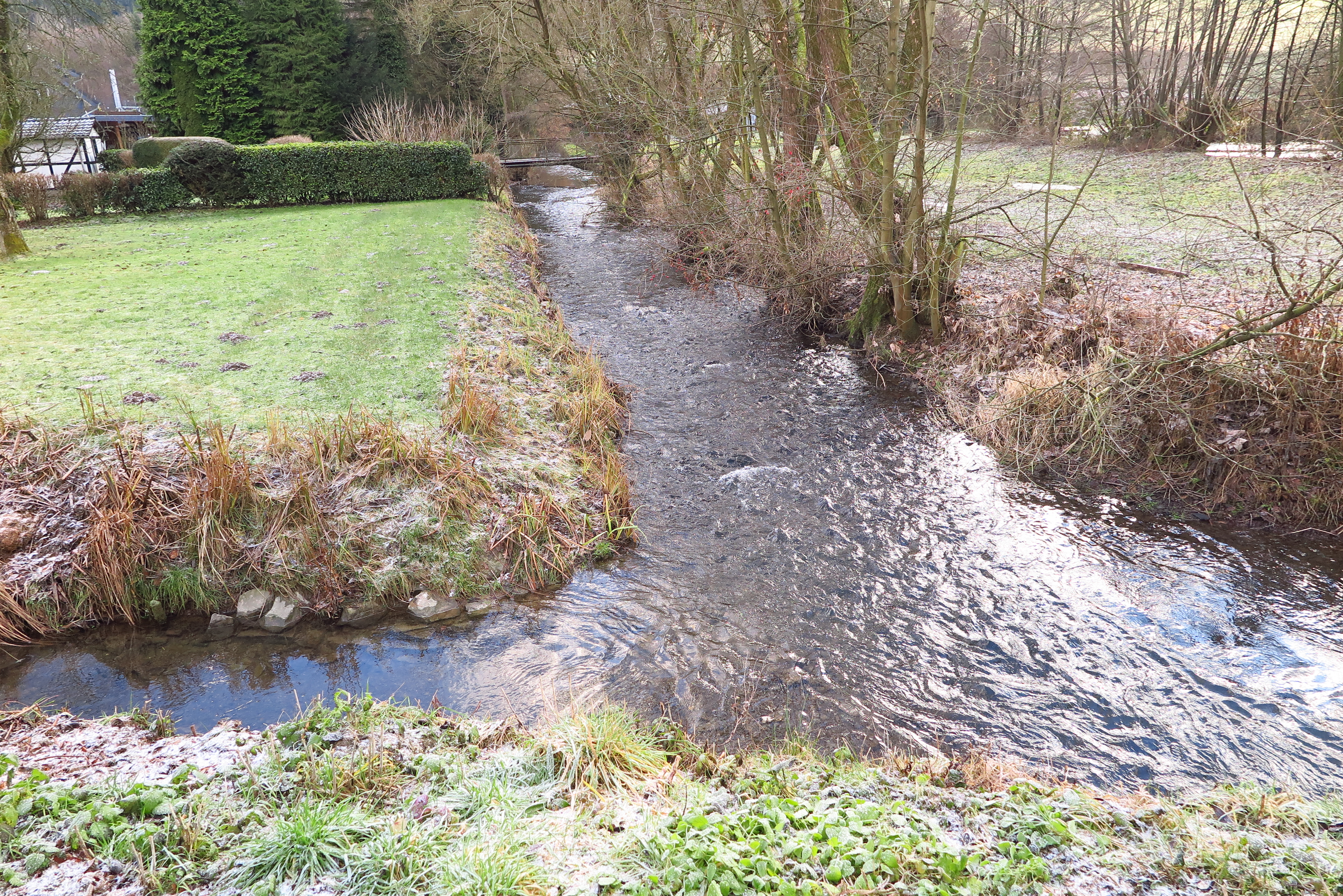
林德拉爾敘爾茨河

51°0′27″N 7°16′57.6″E / 51.00750°N 7.282667°E
林德拉爾敘爾茨河（德語：Lindlarer Sülz），是德國的河流，位於該國西部，處於北萊茵-威斯特法倫州，屬於敘爾茨河的左支流，河道全長24公里，流域面積59平方公里。